# Ледяной щит

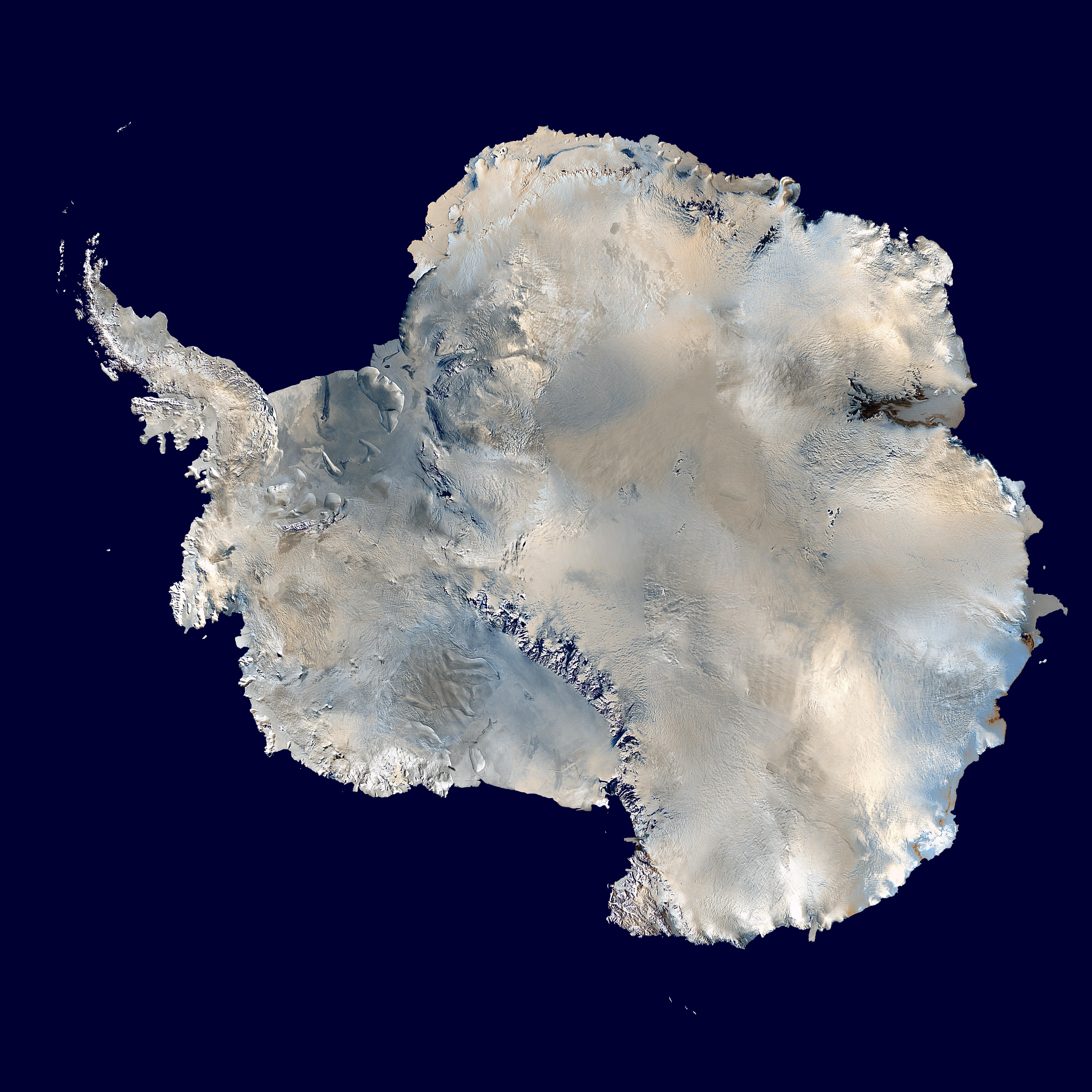
Антарктический ледяной щит

Ледяной щит, ледниковый щит — покровный ледник с площадью поверхности, превышающей 50 000 км², и толщиной, превышающей 1000 м. Обширные ледники немного меньшего размера классифицируются как ледяные шапки.
В наше время существует только два ледяных щита: Антарктический и Гренландский. Толщина льда Гренландского щита доходит до 3,4 км, толщина льда Антарктического щита — до 4,7 км.
В последнюю ледниковую эпоху Лаврентийский ледяной щит покрывал большую часть Северной Америки, Патагонский ледяной щит (англ. Patagonian Ice Sheet) покрывал южную часть Южной Америки, а Скандинавский ледяной щит покрывал север Европы.
Покровный ледник, образовавшийся в результате слияния льдов из нескольких центров оледенений, может рассматриваться не как ледяной щит, а как отдельная форма — ледниковый покров (ледяной покров Антарктиды). Во время последнего ледникового максимума (20 тыс. лет назад) Гренландский, Лаврентийский и Евразийский ледяные щиты и плавучие шельфовые ледники объединялись в гигантский Панарктический древнеледниковый покров объёмом в 50 млн км³.
Форма ледяного щита не зависит от рельефа местности, его максимальная высота не зависит от высоты подледной суши, а наблюдается в центре оледенения. У ледяного щита различают наземные части, опирающиеся на каменное ложе, расположенное выше уровня моря, и морские части, опирающиеся на континентальные шельфы.
Различают два типа ледяных щитов. У ледяных щитов собственно-материкового типа, таких какими были Скандинавский и Лаврентийский щиты, передний край щита лежит на суше и морские части отсутствуют. У ледяных щитов материково-островного типа, таких как современные Антарктический и Гренландский, края обрываются в море, и более интенсивное стаивание в контакте с морем ограничивает разрастание щита.
За счёт своей огромной массы ледниковые щиты продавливают нижележащие районы литосферы на сотни метров вглубь; под тяжестью ледниковых щитов некоторые части Гренландии находятся на 300 м ниже уровня моря, а Антарктиды — на 2500 м ниже уровня моря.
Динамика ледяных щитов (англ. Ice-sheet dynamics) характеризуется динамикой движения отдельных ледников, почти не зависит от рельефа местности, как и у других покровных ледников, и является результатом циклической активности на временных шкалах от часовой до вековой. Движение льда в ледяном щите направлено от центра к периферии. Накопление массы щита происходит в центре, за счет снега и сублимации водяного пара на поверхности ледника, расходование массы щита происходит на окраинах. При этом движение льда может не захватывать всю толщу щита; так, Гренландский щит приморожен к своему ложу и его нижние части не участвуют в общем движении льда, поскольку прочность смерзания льда с подстилающими грунтами превышает прочность самого льда, а придонное таяние в этом щите отсутствует. По краям щита, где толщина льда сокращается, динамика ледника уже зависит от подлёдного рельефа. Ледяные потоки движутся быстрее по понижениям рельефа; быстро движущиеся по скальным долинам выводные ледники могут выходить за пределы ледниковых щитов, питают шельфовый ледник или распадаются на айсберги.

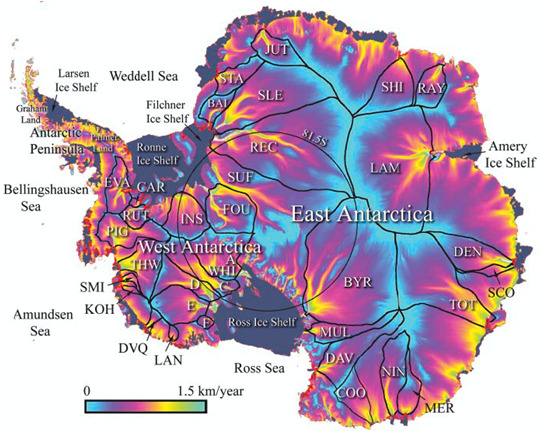
Скорости течения льда в Антарктическом ледяном щите

В случае исчезновения ледника его ложе испытывает гляциоизостатическое поднятие. Плиты литосферы, лишившись нагрузки, начинают всплывать в полужидкой астеносфере. Так, Канада и Скандинавский полуостров после распада ледникового щита около 10 тысяч лет назад всё ещё поднимаются со скоростью до 11 мм в год. Предполагается, что если Гренландский ледяной щит стает, то Гренландия поднимется примерно на 600 метров.
Во время потепления части ледяного щита теряют связь с центрами питания и начинается омертвление участков ледяного щита с образованием т. н. мёртвого льда. При этом скорость распада морских и наземных частей ледника может кардинально отличаться из-за разной скорости таяния льда в воде и на воздухе, как это было при распаде Лаврентийского щита.